# ジョゼ・マヌエル・メンデス・ゴメス
ジョゼ・マヌエル・メンデス・ゴメス（José Manuel Mendes Gomes 、1996年7月20日 - ）は、ポルトガル・カベセイラス・デ・バスト出身のプロサッカー選手。CDナシオナル所属。ポジションは、ディフェンダー（レフトバック）。